# Bryce Hoppel
Bryce Hoppel (* 5. September 1997 in Midland, Texas) ist ein US-amerikanischer Mittelstreckenläufer, der sich auf den 800-Meter-Lauf spezialisiert hat. 2024 wurde er über diese Distanz Hallenweltmeister.

## Sportliche Laufbahn
Bryce Hoppel wuchs in Texas auf und studierte von 2016 bis 2019 an der University of Kansas und wurde 2019 NCAA-Collegemeister im 800-Meter-Lauf im Freien und in der Halle. Im selben Jahr startete er bei den Panamerikanischen Spielen in Lima und belegte dort in 1:47,48 min den vierten Platz. Anschließend erreichte er bei den Weltmeisterschaften in Doha das Halbfinale und schied dort mit 1:44,25 min aus. 2020 wurde er beim Herculis in Monaco in 1:43,23 min Zweiter und im Jahr darauf siegte er in 1:44,94 min bei den USATF Golden Games und nahm dann an den Olympischen Spielen in Tokio teil und schied dort mit 1:44,91 min im Semifinale aus. 2022 gewann er bei den Hallenweltmeisterschaften in Belgrad in 1:46,51 min die Bronzemedaille hinter dem Spanier Mariano García und Noah Kibet aus Kenia. Im April siegte er in 1:47,27 min bei den USATF Golden Games und anschließend wurde er beim British Grand Prix in 1:46,33 min Dritter. Im Juli kam er bei den Weltmeisterschaften in Eugene mit 1:46,98 min nicht über die erste Runde hinaus.
2023 siegte er in 1:44,55 min beim USATF NYC Grand Prix und belegte dann im August bei den Weltmeisterschaften in Budapest mit 1:46,02 min im Finale den siebten Platz. Im Jahr darauf siegte er in 1:44,92 min bei den Hallenweltmeisterschaften in Glasgow. Im Mai siegte er in 1:43,68 min beim USATF Los Angeles Grand Prix und wurde anschließend bei der Bauhaus-Galan in 1:44,29 min Zweiter. Im August erreichte er bei den Olympischen Spielen in Paris das Finale und belegte dort mit neuem Landesrekord con 1:41,67 min den vierten Platz. Daraufhin wurde er beim Memoriał Kamili Skolimowskiej in 1:43,32 min Dritter.
In den Jahren von 2022 bis 2024 wurde Hoppel US-amerikanischer Meister im 800-Meter-Lauf im Freien sowie 2020 und von 2022 bis 2024 in der Halle.

## Persönlichkeiten
- 800 Meter: 1:41,67 min, 10. August 2024 in Paris (US-amerikanischer Rekord)
  - 800 Meter (Halle): 1:44,37 min, 31. Januar 2021 in Fayetteville
- 1000 Meter: 2:15,99 min, 10. August 2022 in Monaco
  - 1000 Meter (Halle): 2:16,27 min, 13. Februar 2021 in New York City